# Sonia Nassery Cole
Pour l'archéologue britannique, voir Sonia Mary Cole.
Sonia Nassery Cole (née en 1965) est une militante, cinéaste et auteure américaine d'origine afghane.

## Jeunesse
Sonia Nassery Cole est née à Kaboul, en Afghanistan, fille d'un diplomate afghan[réf. nécessaire]. À quatorze ans, elle a fui l’Afghanistan au milieu de l’invasion soviétique de 1979 pour se réfugier aux États-Unis d’Amérique sans sa famille.
À dix-sept ans, elle a écrit une lettre de neuf pages au président Ronald Reagan sur la situation dans son pays, a demandé de l'aide et l'a invité à le rencontrer.

## Travail humanitaire en Afghanistan
Cole a fondé l'Afghanistan World Foundation en 2002 et a commencé à réaliser des films. Elle a joué un rôle déterminant dans la collecte de fonds utilisés pour diverses nécessités telles que la construction d'un hôpital pour femmes et enfants à Kaboul, les soins médicaux pour les victimes de mines terrestres et d'autres causes. Cole s'occupe principalement de l'amélioration des conditions des femmes et des enfants en Afghanistan.
Sonia s'est également liée d'amitié avec la chanteuse Natalie Cole alors qu'elle travaillait avec l'Afghan World Foundation. Elle est devenue membre du conseil d'administration de l'organisation aux côtés d'Henry Kissinger, du prince Albert de Monaco, d'Anne Heche et de Susan Sarandon.

## Carrière cinématographique
Cole travaille dans le cinéma depuis 1994. En 2007, elle réalise le court métrage The Bread Winner. En 2010, son film The Black Tulip (en) a été sélectionné comme candidature officielle de l'Afghanistan pour le meilleur film en langue étrangère à la 83e cérémonie des Oscars. Le film a remporté les prix du « meilleur film » au Boston Film Festival, au Beverly Hills Film Festival et au Salento Film Festival.
Le film, qui a été présenté pour la première fois au Ariana Cinema Theatre (en) le 23 septembre 2010 et projeté à la base de l'OTAN ainsi que dans une ambassade américaine, a été distribué par SnagFilms, et raconte l'histoire d'une famille à Kaboul ouvrant une entreprise de restauration après la guerre. Le film a reçu la presse dans le New York Times, The New York Observer, NBC et ABC.
Son film I Am You (paru en 2019) est un long métrage indépendant basé sur l'histoire vraie de trois réfugiés afghans.

## Littérature
En 2013, elle a reçu le Freedom to Write Award (en) du PEN Center USA. Elle a un livre, Will I Live Tomorrow ?, sorti en octobre 2013.

## Vie privée
Elle réside actuellement à New York et à Beverly Hills, en Californie et est maintenant divorcée de Christopher H. Cole, mais conserve son nom de famille,. Elle a un fils.
Elle est récipiendaire d'un prix Congressional Recognition le 4 décembre 2006, de l'Afghan American Sisterhood Award et de l'UN Women Together Award le 7 juin 2012. Cole est membre du Jodi Solomon Speakers Bureau.